# روبرت غرينوالد
روبرت غرينوالد (بالإنجليزية: Robert Greenwald)‏ (من مواليد 28 أغسطس 1943) هو ومخرج وناشط سياسي أمريكي عمل في التلفزيون والأفلام الروائية والوثائقية. غرينوالد هو مؤسس ورئيس شركة بريف نيو فيلمز (بي إن إف)  وقد أنتج وأخرج أكثر من 65 فيلما تلفزيونيا ومسلسلا مصغرا وكذلك عدة أفلام مسرحية. ومن أعماله الأولى Steal This Movie! عام 2000،  بطولة فينسنت دونوفريو بدور آبي هوفمان؛ Breaking Up عام 1997، من بطولة راسل كرو وسلمى حايك؛ A Woman of Independent Means عام 1995 من بطولة سالي فيلد. The Burning Bed عام 1984  من بطولة فرح فاوست؛ كسانادو عام 1980 (وربح عنه جائزة التوتة الذهبية لأسوأ مخرج في أول حفل لهذه الجائزة).
أنتج غرين والد عدة أفلام وثائقية تحقيقية مع بي إن إف مثل المكشوف: الحرب على العراق (2004)، تفوق بالحيلة: حرب روبرت مردوخ على الصحافة (2004)، وول مارت: التكلفة العالية للسعر المنخفض (2005)، العراق للبيع: انتهازيو الحرب (2006)، إعادة التفكير بأفغانستان (2009)، الكشف عن الأخوة كوخ مكشوف (2012)، والحرب على المبلغين (2013)، فضلا عن العديد من الأفلام التحقيقية القصيرة وحملات الإنترنت. وأصدر ثامن أفلامه الوثائقية الطويلة، بدون قائد: حروب أميركا بالطائرات بدون طيار في أكتوبر 2013.
جمع غرينوالد من عمله 25 ترشيحا لجائزة إيمي،  وترشيحين لجائزة غولدن غلوب،  وترشيح عن جائزة بيبودي  وجائزة روبرت وود جونسون. وتم منحه جائزة منتج العام لسنة 2002 من معهد الفيلم الأمريكي. وقد تم تكريمه لعمله في الأفلام التحقيقية من قبل مؤسسة اتحاد الحريات المدنية في جنوب كاليفورنيا؛  ومؤسسة ليبرتي هيل؛  وفرع لوس انجليس من نقابة المحامين الوطنية؛  أطباء من أجل المسؤولية الاجتماعية؛  جمعية المحاماة للمستهلكين في لوس انجليس؛  تحالف لوس انجليس لاقتصاد جديد  ومكتب الأمريكتين.

## روابط خارجية
- روبرت غرينوالد على موقع IMDb (الإنجليزية)
- روبرت غرينوالد على موقع ألو سيني (الفرنسية)
- روبرت غرينوالد على موقع أول موفي (الإنجليزية)
- روبرت غرينوالد على موقع قاعدة بيانات برودواي على الإنترنت (الإنجليزية)
- روبرت غرينوالد على موقع قاعدة بيانات الأفلام السويدية (السويدية)
- روبرت غرينوالد على موقع إن إن دي بي (الإنجليزية)
- روبرت غرينوالد على موقع قاعدة بيانات الفيلم (الإنجليزية)
- روبرت غرينوالد على موقع كينوبويسك (الروسية)